# Rally Dakar de 1981
El Rally Dakar de 1981, la tercera edición de esta carrera rally raid, se realizó del 1 al 20 de enero de ese año. El trayecto total de esta versión, que se extendió entre París y Dakar, fue de 10 000 km y se disputó por rutas de Francia, Argelia, Malí, Alto Volta (hoy Burkina Faso), Costa de Marfil y Senegal.
Participaron en total 170 coches y 106 motocicletas, de los cuales llegaron a la final 63 y 28, respectivamente.

## Recorrido
| Etapa | Fecha       | Desde                       | Hasta                       | Total (km)                  |
| ----- | ----------- | --------------------------- | --------------------------- | --------------------------- |
| 1     | 1 de enero  | París                       | Olivet                      | -                           |
| 2     | 2 de enero  | Olivet                      | Sète                        | -                           |
|       | de enero    | Transporte hacia África     | Transporte hacia África     | Transporte hacia África     |
| 3     | 4 de enero  | Argel                       | Moudjbara                   | 300                         |
| 4     | 5 de enero  | Moudjbara                   | Bordj Omar Driss            | 949                         |
| 5     | 6 de enero  | Bordj Omar Driss            | Tit                         | 605                         |
| 6     | 7 de enero  | Tit                         | Timeaouine                  | 540                         |
| 6     | 8 de enero  | Timeaouine                  | Gao                         | 740                         |
|       | 9 de enero  | Día de descanso en Gao      | Día de descanso en Gao      | Día de descanso en Gao      |
| 7     | 10 de enero | Gao                         | Tombouctou                  | 412                         |
| 8     | 11 de enero | Tombouctou                  | Niono                       | 570                         |
| 9     | 12 de enero | Niono                       | Bobo-Dioulasso              | 1080                        |
| 10    | 13 de enero | Bobo-Dioulasso              | Bouna                       | 828                         |
| 11    | 14 de enero | Bouna                       | Korhogo                     | 326                         |
| 12    | 15 de enero | Korhogo                     | Kolokani                    | 310                         |
|       | 16 de enero | Día de descanso en Kolokani | Día de descanso en Kolokani | Día de descanso en Kolokani |
| 13    | 17 de enero | Kolokani                    | Nioro du Sahel              | 297                         |
| 14    | 18 de enero | Nioro du Sahel              | Bakel                       | 325                         |
| 14    | 19 de enero | Bakel                       | Louga                       | 143                         |
| 14    | 20 de enero | Louga                       | Dakar                       | 96                          |

## Vencedores por etapas
| Etapa           | Motocicletas                 | Coches                            |
| --------------- | ---------------------------- | --------------------------------- |
| 1               | Michel Merel                 | Jean-Pierre Rouget                |
| 2               | Jean-Noël Pineau             | Jean-Claude Briavoine             |
| 3               | Enlace                       | Enlace                            |
| 4               | Bernard Rigoni               | Jean-Paul Luc                     |
| 5               | Hubert Auriol                | Claude Marreau                    |
| 6               | Gilles Desheulles            | Claude Marreau                    |
| Día de descanso |                              |                                   |
| 7               | Hubert Auriol                | Rene Metge                        |
| 8               | Hubert Auriol                | Rene Metge                        |
| 9               | Serge Bacou                  | Patrick Zaniroli                  |
| 10              | Enlace                       | Enlace                            |
| 11              | Serge Bacou                  | Jacky Ickx                        |
| 12              | Michel Merel                 | Jean-Claude Briavoine             |
| Día de descanso |                              |                                   |
| 13              | Philippe Vassard             | Rene Metge                        |
| 14              | Philippe Vassard Serge Bacou | Hervé Cotel Jean-Claude Briavoine |
| Fuente:         |                              |                                   |

## Clasificación final

### Coches
| Puesto | Piloto                | Copiloto           | Marca           |
| ------ | --------------------- | ------------------ | --------------- |
| 1      | René Metge            | Bernard Giroux     | Range Rover V8  |
| 2      | Hervé Cotel           | Claude Corbetta    | Buggy Cotel     |
| 3      | Jean-Claude Briavoine | André Deliaire     | Lada Niva       |
| 4      | Jean-Pierre Simon     | Etienne Boulanger  | Range Rover V8  |
| 5      | Bruno Groine          | Laurent Nogrette   | Mercedes 300 GD |
| 6      | Patrick Zaniroli      | Dominique Lemoyne  | Range Rover V8  |
| 7      | Jacques Delefortrie   | Pierre Delefortrie | Toyota BJ 43    |
| 8      | Yvan Lahaye           | Pierre Coquant     | Toyota BJ       |
| 9      | Christian Barruel     | Denis Cerou        | Mercedes 240 CD |
| 10     | Philippe Simonin      | André Korotkevitch | Mercedes 230 G  |

### Motos
| Puesto | Piloto               | Marca         |
| ------ | -------------------- | ------------- |
| 1      | Hubert Auriol        | BMW GS 800    |
| 2      | Serge Bacou          | Yamaha 500 XT |
| 3      | Michel Merel         | Yamaha 500 XT |
| 4      | Jean-Claude Morellet | BMW GS 800    |
| 5      | Gilles Francru       | KTM 495       |
| 6      | Alain Padou          | Honda XLS 500 |
| 7      | Bernard Neimer       | BMW GS 800    |
| 8      | Philippe Vassard     | Honda XLS 500 |
| 9      | Christian Becker     | Yamaha XT 500 |
| 10     | Christine Martin     | Honda XLS 250 |

### Camiones
| Puesto | Piloto - Navegante - Mecánico                         | Marca            |
| ------ | ----------------------------------------------------- | ---------------- |
| 1      | Adrien Villette, Henri Gabrelle, Alain Voillereau     | ALM-ACMAT        |
| 2      | Jacques Briy, Jean Salou, Gustave Peu                 | Ford 4430        |
| 3      | Georges Groine, Thierry De Saulieu, Bernard Malferiol | Mercedes 1932 AK |
| 4      | Christian Duboscq, Jacqueline Duboscq, Yvon Colvez    | MAN 13168        |
| 5      | Jean-Claude Blaquié, Bardet                           | Iveco 190 PAC 26 |
| 6      | Jacques Seret, Patrice Blot, Delcambre                | Renault SM8      |
| 7      | Jean-Claude Avoyne, Georges Landais                   | LEYLAND MARATHON |
| 8      | Kurt Liechti, Fritz Kobel, Proz                       | MAN 26280 DMAK   |

- Solo ocho tripulaciones finalizaron la prueba.